# Leptothrium
Leptothrium és un gènere de plantes de la subfamília de les cloridòidies, família de les poàcies. Fou descrit per Carl Sigismund Kunth a Révision des Graminées 1: 156. 1829. Es pot trobar a Sud-amèrica.

## Taxonomia
A continuació es brinda un llistat de les espècies del gènere Leptothrium acceptades, ordenades alfabèticament. Per a cadascuna s'indica el nom binomial seguit del de l'autor, abreujat segons les convencions i usos.
| Leptothrium | \| \| Leptothrium rigidum Kunth \| \| \| \| \| \| Leptothrium senegalense Kunth (Clayton) \| \| \| \| |
|             | \| \| Leptothrium rigidum Kunth \| \| \| \| \| \| Leptothrium senegalense Kunth (Clayton) \| \| \| \| |
|             | Leptothrium rigidum Kunth                                                                             |
|             | |
|             | Leptothrium senegalense Kunth (Clayton)                                                               |
|             | |